# 都市风流
《都市风流》是孙力、余小惠所著长篇小说，浙江文艺出版社1989年12月出版。1991年获第三届茅盾文学奖。